# Karenina leilana
Karenina leilana là một loài côn trùng trong họ Mesochrysopidae thuộc bộ Neuroptera. Loài này được Makarkin & Menon miêu tả năm 2005.